# Bulgarien i olympiska vinterspelen 1994
Bulgarien deltog med 17 deltagare vid de olympiska vinterspelen 1994 i Lillehammer. Ingen av landets deltagare erövrade någon medalj.